# ハフナー ロータバギー
ハフナー ロータバギー
飛行中のロータバギー
- 用途：軍用オートジャイロ
- 設計者：ラウル・ハフナー
- 製造者：
- 初飛行：1943年
- 生産数：1機
- 運用状況：試作のみ

ハフナー ロータバギー（Hafner Rotabuggy正式にはMalcolm Rotaplane又は"M.L. 10/42 Flying Jeep"）は、イギリスの実験機である。
本機は実質的にはウイリス MBとローターカイトを組み合わせたもので、空中投下可能なオフロード車を生産する目的で開発された。

## 設計と開発
本機は一定の成果を収めたロータシュートの開発の後にAirborne Forces Experimental Establishment (AFEE)のラウル・ハフナーにより設計された。
試作機は1942年にホワイト・ウォルサムにあるR・マルコム社（R. Malcolm Ltd）により製作され、この計画には「特殊回転翼グライダー」（"Special Rotating Wing Glider"）を求めた要求仕様10/42が割り当てられた。
初期の試験でウイリス MBは高さ2.35メートル (7.7 ft)までならば落下させても車両自体に損傷は負わないことが分かった。直径12.4メートル (40 ft 8.2 in)の回転翼が後部フェアリングと方向舵の無い尾翼と共に取り付けられた。この機体を動かすには自動車として走行する場合の運転手と空中で操縦桿を操作するパイロットの計2名が必要であった。当初は「ブリッツ・バギー」（"Blitz Buggy"）と命名されたが、直ぐに「ロータバギー」（"Rotabuggy"）という名称に取って代わられた。
最初の飛行試験は1943年11月16日にダイアモンドT製トラックの後ろに牽引されて行われたが、このトラックはロータバギーを浮揚させる程の速度は出せず、11月27日のより高出力のスーパーチャージャー付き4.5Lエンジン搭載のベントレー車を使用した試験でようやくロータバギーを空中に舞いあがらせることができ、45 mphの速度で飛行した。その後の試験はアームストロング・ホイットワース ホイットレイ爆撃機に曳航されて行われた。
初期の試験ではロータバギーは45マイル毎時 (72 km/h)以上の速度で激しい振動を起こしがちであったが、改良が加えられて1944年2月1日には70 mph (113 km/h)での飛行を達成した。1944年9月に実施された最後の試験ではホイットレイ爆撃機から切り離された後に10分間の高度400フィート (121.9 m)を65 mph (105 km/h)の速度で飛行し、「十分満足すべき」と評価された。しかし、車両を搭載可能な軍用グライダー（ウェイコ ハドリアンやエアスピード ホルサのような）の導入によりロータバギーは不要となり、更なる開発はキャンセルされた。
ロータバギーのレプリカはMuseum of Army Flyingに展示されている。ハフナーはバレンタイン歩兵戦車を使用した同様の装備の「ロータタンク」（Rotatank）を提案したが、これが製造されることは無かった。

## 要目
- 全備重量: 1,411 kg （ウイリス MB: 964 kg; ローターと尾翼部: 249 kg）[要出典]
- 最高速度: 241 km/h
- 推定降下率: 4.9 m/s から 10 m/s
- 最低離陸/着陸速度: 58 km/h
- 海面高度回転翼回転数: 230 rpm （基本）, 260 rpm （最大）

## 参照
脚注
1. ↑  後のM L Aviation

出典
1. ↑  Charnov, Bruce. Autogiro to Gyroplane: 1923–2003. Hofstra University (as posted on the Groen Brothers Aviation web site)
2. ↑  Flight 1954 p821
3. ↑  Meekcoms/Morgan 1994, p. 306
4. ↑  "Rotachute, Rotabuggy and Rotatank" Flying Review International Vol.19 No. 3 December 1963, Purnell & Sons Ltd page 45
5. ↑  Zaloga p37-38
6. ↑  "Rotachute, Rotabuggy and Rotatank" Flying Review International Vol.19 No. 3 December 1963, Purnell & Sons Ltd page 46
7. ↑  Zaloga, Steven J. (2005). Jeeps 1941–45. Osprey Publishing. pp. 37–38. ISBN 1-84176-888-X

参考文献
- Meekcoms, K J; Morgan, E B (1994). The British Aircraft Specification File. Tonbridge, Kent, England: Air-Britain. ISBN 0-85130-220-3
- Zaloga, Steven J. (2005), Jeeps 1941–45, New Vanguard 117, Osprey Publishing, pp. 37–38, ISBN 1-84176-888-X